# Gnophos elahi
Gnophos elahi är en fjärilsart som beskrevs av Brandt 1938. Gnophos elahi ingår i släktet Gnophos och familjen mätare. Inga underarter finns listade i Catalogue of Life.